# La Femme mystifiée
La Femme mystifiée est un essai féministe de l'Américaine Betty Friedan paru en anglais en 1963 sous son titre originel The Feminine Mystique puis traduit en français par Yvette Roudy en 1964.
Best-seller traduit dans 13 langues, il est considéré comme l'un des éléments déclencheurs de la deuxième vague féministe car il dénonce la pression culturelle exercée par les psychologues freudiens, les magazines féminins et la publicité pour construire l'image prétendument heureuse de la ménagère instruite des classes moyennes dans l'American Way of Life. À l'origine, Betty Friedan souhaitait seulement écrire un article sur ce sujet, mais elle ne trouva ni magazine, ni éditeur pour le publier.

## L'enquête
L'ouvrage est basé sur une enquête par entretiens commencée en 1957, lors de la réunion de ses anciennes camarades de promotion (du Smith College), 15 ans après leur cérémonie de diplôme. Elle continua par la suite à conduire des entretiens, et s'intéressa également au discours présent dans les médias et la littérature de psychologie.

## Résumé
Dans l'introduction de La Femme mystifiée Friedan décrit ce qu'elle appelle « le problème qui n'a pas de nom » : la tristesse dont souffrent les femmes dans les années 1950 et début 1960. Elle se penche sur les vies de plusieurs femmes au foyer de tous les États-Unis, qui s'avouent tristes bien que mariées, ayant des enfants et vivant dans un certain confort matériel.  
Chapitre 1 : Tout au long des années 1950, l'âge moyen au mariage baisse et le taux de natalité augmente. Dans le même temps, alors que la culture dominante insiste pour que la femme américaine trouve son épanouissement dans le mariage et une vie de femme au foyer, le phénomène des femmes tristes persiste. Le chapitre se conclut sur ces mots : « Nous ne pouvons plus ignorer cette voix qui, en chaque femme, dit : "Je veux quelque chose de plus que mon mari et mes enfants et ma maison" ».
Chapitre 2 : Du temps où ils sont faits majoritairement par des hommes, les choix éditoriaux des magazines féminins montrent les femmes soit heureuses d'être au foyer, soit tristes de poursuivre une carrière. D'où l'idée d'une « femme mystifiée » : les femmes seraient naturellement épanouies si elles consacrent leur vie à tenir un foyer et élever des enfants. Friedan note aussi le contraste avec les années 1930, durant lesquelles les magazines féminins mettaient souvent en vedettes des héroïnes confiantes et indépendantes, souvent engagées dans la vie professionnelle.
Chapitre 3 : Friedan rappelle comment elle-même se conforma aux attentes de la société en abandonnant une prometteuse carrière de psychologue pour élever ses enfants, et montre que d'autres jeunes femmes luttaient encore avec le même genre de dilemme. Nombre de femmes arrêtent tôt leurs études pour se marier, redoutant de ne pas trouver de mari si elles attendent trop ou sont trop diplômées. Friedan observe aussi que si les théoriciens disent qu'un homme a besoin de construire son identité, la femme, elle, doit être autonome. Elle note : « L'anatomie est la destinée de la femme, disent les théoriciens de la féminité ; l'identité de la femme est déterminée par sa biologie ». Selon Friedan, le problème est que les femmes ont besoin de mûrir et de trouver leur identité. Elle ajoute : « Dans un sens qui va au-delà de toute vie de femme, je pense qu'une crise de la féminité se développe, une évolution à partir d'un statut d'immaturité qui a été appelé féminité vers une identité humaine complète ».
Chapitre 4 : Les féministes américaines qui l'ont précédée combattaient l'idée qu'une femme trouve forcément son rôle le plus approprié  en tant qu'épouse et mère. Elles ont obtenu d'importants droits pour les femmes, notamment le droit de vote, le droit à l'éducation, le droit à poursuivre une carrière.
Chapitre 5 : Dans ce chapitre, appelé « Le Solipsisme sexuel de Sigmund Freud », Friedan, qui avait un diplôme en psychologie, critique Sigmund Freud (dont les idées avaient beaucoup d'influence en Amérique à l'époque de la publication du livre). Elle note que Freud voyait les femmes comme des êtres puérils, destinées à tenir un foyer. Elle le cite : « Je crois que toute volonté réformatrice par la loi et l'éducation sera entravée par le fait que, longtemps avant l'âge auquel un homme peut gagner une position dans la société, la nature a fixé le destin d'une femme à travers la beauté, le charme et la douceur. Par la loi et la coutume, les femmes ont plus obtenu qu'il ne leur a été demandé en retour. Mais la position des femmes va sûrement rester ce qu'elle est : dans la jeunesse, une chérie adorée et dans les années plus mûres, une épouse aimée ». Friedan souligne aussi que le concept freudien non prouvé d'« envie du pénis » a été utilisé pour étiqueter « névrotiques » des femmes qui voulaient faire carrière. Enfin, la popularité des idées de Freud élèvent l'hypothèse de l'épanouissement féminin au foyer au rang d'un « dogme scientifique » que la plupart des femmes ne sont pas assez éduquées pour critiquer.
Chapitre 6 : Friedan critique le structuro-fonctionnalisme, qui soucieux de rendre les sciences sociales plus crédibles, prétend étudier les institutions comme si elles étaient des parties du corps social, sur le modèle de la biologie. Les institutions sont étudiées selon leur fonction dans la société, et les femmes confinées dans leur rôle sexuel et biologique (femme au foyer et mère) car faire autrement risquerait de menacer l'équilibre social. Friedan souligne que ce n'est pas prouvé et que Margaret Mead, elle-même fonctionnaliste, a mené une brillante carrière d'anthropologue.
Chapitre 7 : Friedan étudie le changement dans l'éducation des femmes depuis les années 1940 jusqu'au début des années 1960. Nombre d'écoles de filles se concentraient alors sur des enseignements respectant ce conformisme, centrés majoritairement sur le mariage, la famille, et d'autres sujets jugés appropriés pour les femmes. Influencés par le fonctionnalisme, les enseignants craignaient que trop d'éducation ne gâche la féminité et ne limite l'épanouissement sexuel. Selon Friedan, ce mode d'éducation arrêtait les filles dans leur développement émotionnel à un âge trop précoce, où elles n'ont pas encore eu à affronter la crise d'identité et sa maturation ultérieure en se frottant aux défis de l'âge adulte.
Chapitre 8 : Friedan note que le climat d'incertitude et les peurs durant la Seconde Guerre mondiale et la Guerre froide ont donné aux Américains l'envie d'un foyer confortable et sûr. D'où l'envie de promouvoir une vie domestique idéalisée : un père qui subvient aux besoins, une mère femme d'intérieur. Or, nombre de femmes qui travaillaient durant la guerre, et occupaient des emplois précédemment occupés par des hommes, subirent licenciement, discrimination ou hostilité quand les hommes revinrent. Constatant le niveau médiocre des soldats de la Seconde Guerre mondiale, les éducateurs y virent la responsabilité des mères sur-éduquées et centrées sur leur carrière. Pourtant, comme Friedan le montre, des enquêtes ont ensuite montré que les enfants mal éduqués avaient plutôt des mères autoritaires, non carriéristes.
Chapitre 9 : Les publicitaires poussent la femme au foyer à se voir elle-même comme une professionnelle, qui a besoin de nombreux produits spécialisés pour bien jouer son rôle. De plus, ils la découragent de mener une carrière professionnelle : ne pouvant plus se consacrer autant à son intérieur, elle achèterait moins de produits ménagers... 
Chapitre 10 : Interrogeant différentes femmes au foyer, Friedan remarque que bien qu'elles n'apprécient guère ces tâches, elles en sont extrêmement préoccupées. Elle postule que ces femmes augmentent inconsciemment leurs tâches ménagères pour combler leur temps libre. La femme mystifiée a appris aux femmes que c'était là leur rôle : si tu réduis ces tâches, tu seras encore moins nécessaire.
Chapitre 11 : Friedan note qu'incapables de trouver leur épanouissement dans le ménage et les enfants, de nombreuses femmes au foyer l'ont cherché dans le sexe. Mais Friedan note que la vie sexuelle ne peut satisfaire toutes les attentes d'une personne. D'où le risque d'une compulsion amenant l'épouse à multiplier les relations extraconjugales et le mari à fuir le foyer aussi souvent que possible.
Chapitre 12 : Nombre d'enfants sont en manque de repères dans la vie matérielle ou affective à cause de la vie non épanouissante que mène leur mère. Une femme non épanouie peut espérer « se rattraper » grâce à ses enfants, troublant profondément ceux-ci dans leur désir d'autonomie.
Chapitre 13 : Evoquant la hiérarchie des besoins d'Abraham Maslow, Friedan note que les femmes sont piégées dès le départ, au niveau physiologique, assignées à une identité à travers leur seul rôle sexuel. En réalité, comme les hommes, les femmes ont besoin d'un réel travail pour achever leur autoactualisation, le plus haut niveau de la hiérarchie des besoins.
Chapitre 14 : Au chapitre final de La Femme mystifiée, Friedan évoque plusieurs travaux qui ont commencé à aller contre la femme mystifiée. Elle préconise un nouveau plan de vie pour ses lectrices : ne pas voir le travail domestique comme une carrière, ne pas rechercher l'épanouissement à travers le mariage et la maternité seuls, et chercher un travail qui utilise leur pleine capacité mentale. Elle évoque les difficultés rencontrées par certaines femmes dans leur autoactualisation, du fait de leurs propres peurs mais aussi de la résistance des autres. Friedan propose des exemples de femmes qui ont surmonté chacun de ces conflits. Elle termine son livre en promouvant l'éducation et l'emploi salarié comme la méthode permettant aux Américaines d'éviter le piège de la femme mystifiée, en appelant à repenser radicalement ce que signifie être féminine, et en offrant plusieurs suggestions éducatives et professionnelles.

## Critiques
Selon bell hooks, auteur d'un essai majeur intitulé De la marge au centre : Théorie féministe (1984), le livre de Betty Friedan adopte une approche trop étroite de la réalité des femmes, même si elle le juge utile pour comprendre les effets de la discrimination sexiste sur les femmes au foyer, diplômées d'université, blanches, mariées, de la classe moyenne et supérieure. bell hooks reproche à Betty Friedan de ne pas évoquer les expériences ou les besoins des femmes sans hommes, sans enfants, sans foyer, non blanches ou pauvres.
À sa parution, La Femme mystifiée a suscité les critiques de femmes qui identifiaient la thèse du livre à l'idée qu'une femme épouse et mère seulement ne peut pas s'épanouir. Ainsi, dans une lettre à l'éditeur, une lectrice s'écrie : « All this time I thought I was happy, and a nice person. Now I discover I’ve been miserable and some sort of monster in disguise -- now out of disguise. How awful ! » (« Pendant tout ce temps je pensais être heureuse, et être une bonne personne. Voilà que je découvre être en réalité une sorte de monstre sous le masque - désormais sans masque ! »). En plus des personnes qui se sont senties blessées personnellement pas la description du poids de la charge du foyer, des critiques conservatrices ont accusé l'auteure du livre de vouloir détruire les familles américaines, et le futur de l'humanité.